# European Organisation for Research and Treatment of Cancer

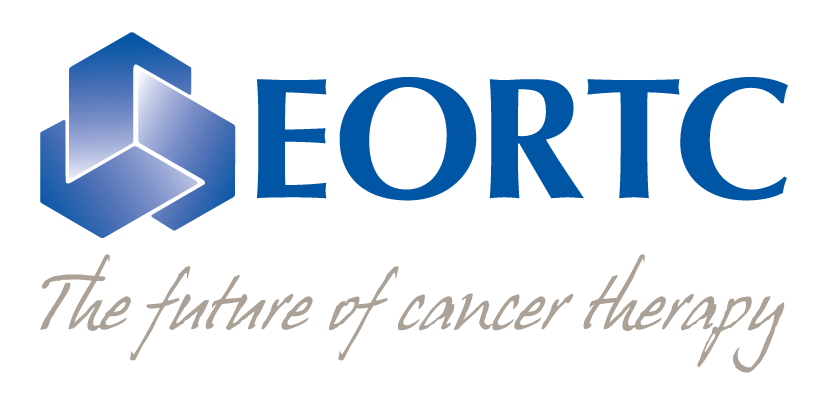
EORTC Logo

De European Organisation for Research and Treatment of Cancer, afgekort tot EORTC, is een internationale non-profitorganisatie gericht op de oncologie. die klinisch en laboratoriumonderzoek naar kanker stimuleert en coördineert door heel Europa. De missie van de EORTC is om het niveau van kankerbehandeling te verhogen en om de overgang tussen nieuwe ontdekkingen en behandelingen mogelijk te maken. Ongeveer 2.500 kankerspecialisten in meer dan 300 Europese instituten werken samen binnen de EORTC. De ongeveer honderd klinische onderzoeken van het EORTC gaan over ongeveer 6.500 patiënten per jaar. Het hoofdkantoor is gevestigd in Sint-Lambrechts-Woluwe naast het Universitair ziekenhuis Saint-Luc bij Brussel in België.

## Websites
- European Organisation for Research and Treatment of Cancer.